# Assé-le-Riboul
 Assé-le-Riboul  es una población y comuna francesa, situada en la región de Países del Loira, departamento de Sarthe, en el distrito de Mamers y cantón de Beaumont-sur-Sarthe.

## Demografía
| 660 | 600 | 483 | 417 | 398 | 420 |
| Para los censos de 1962 a 1999 la población legal corresponde a la población sin duplicidades (Fuente: INSEE [Consultar]) |     |     |     |     |     |